# Ricochet River
Ricochet River est un film américain réalisé par Deborah Del Prete. Réalisé durant l'été 1997 et diffusé en avant-première en septembre 1998 au Independent Feature Film Market, il ne sortira que trois ans plus tard en vidéo aux États-Unis. Il marque les débuts cinématographiques de Kate Hudson.

## Distribution
- John Cullum : Link Curren
- Eddie Thiel : Young Wade
- Tyler Miller : Roy Shrenk
- Jason James Richter : Wade
- Kate Hudson : Lorna
- Douglas Spain :  Jesse Howl
- Richard Zavaglia : Coach Palermo
- Sheila Goold : Reno Howl
- T. Jay O'Brien : Officer Miles
- Matthew Glave : Frank Jukor